# Predosa
Predosa – miejscowość i gmina we Włoszech, w regionie Piemont, w prowincji Alessandria.
Według danych na styczeń 2010 gminę zamieszkiwało 2107 osób przy gęstości zaludnienia 64 os./1 km².